# Margany jezik
Margany jezik (ISO 639-3: zmc; Marrganj), jedan od 12 marijskih jezika, porodica pama-nyunga, koji se nekada govorio na rijekama Bulloo i Paroo između gradova Quilpie i Wyandra u australskoj državi Queensland.
Tindale naziv etničke grupe navodi kao Maranganji, a kao alternativne nazive Marukanji, Marganj, Marnganji (tipografska greška), Murngain, Murgoin i Murgoan. Pleme nije prakticiralo circumciziju.

## Vanjske poveznice
- Ethnologue (14th)
- Ethnologue (15th)